# Styloctetor lehtineni
Styloctetor lehtineni là một loài nhện trong họ Linyphiidae.
Loài này thuộc chi Styloctetor. Styloctetor lehtineni được Yuri M. Marusik & Andrei V miêu tả năm 1998. Tanasevitch.